# Amar Das
Amar Das (Panjabi ਅਮਰਦਾਸ; * 5. Mai 1479 in Basarke bei Amritsar; † 1. September 1574) wurde 1552 zum Guru der Sikhs ernannt. Er folgte der Tradition seiner Vorgänger Guru Nanak Dev und Guru Angad Dev, freie und kostenlose Küchen einzurichten. Er reformierte bestehende Rituale für Heirat, Geburt und Tod und gründete religiöse Zentren, in denen der Sikhismus gelehrt wurde.
Unter Amar Das wurde deutlich, dass der Sikhismus etwas anderes sein wollte, als eine Hindu-Sekte. Er war gegen die Witwenverbrennung und empfahl eine Neuinterpretation dieses Brauches. Als Dichter geißelte er die Habgier mancher Brahmanen und die Auswüchse der Bilderverehrung.
Ebenso sprach sich Amar Das gegen das Kastensystem aus:
Jeder sagt es gäbe vier Kasten
Doch alle stammen von Gottes Samen
Das ganze Universum ist durch denselben Lehm hervorgegangen
Lediglich nach verschiedenen Gefäßen hat der Töpfer alle geformt
Die fünf Elemente zusammen genommen und damit den Körper geschaffen
Wer kann da sagen, der zählt weniger und der mehr?
— Guru Granth Sahib, S. 1128, M. 3, Amar Das
Der Legende nach mussten sogar der Raja von Haripur oder Akbar I., der Großmogul, mit den einfachen Leuten in der öffentlichen Guru-Küche (Guru ka langar) zusammensitzen und essen, bevor sie Amar Das sehen konnten.